# Кобо Кано, Хосе
Хосе Кобо Кано (исп. José Cobo Cano; род. 20 сентября 1965, Сабиоте, Испания) — испанский кардинал. Титулярный епископ Беатии и вспомогательный епископ Мадрида с 29 декабря 2017 по 12 июня 2023. Архиепископ Мадрида с 12 июня 2023. Кардинал-священник с титулом церкви Санта-Мария-ди-Монсеррато-дельи-Спаньоли с 30 сентября 2023.